# لي مينغ هو
لي مينغ هو (بالإنجليزية: Li Ming Hu)‏ هي ممثلة نيوزيلندية، ولدت في 22 يونيو 1987 في نيوزيلندا.

## وصلات خارجية
- لي مينغ هو على موقع IMDb (الإنجليزية)
- لي مينغ هو على موقع قاعدة بيانات الفيلم (الإنجليزية)